# Luke's Newsie Knockout
Luke's Newsie Knockout é um curta-metragem norte-americano de 1916, do gênero comédia, estrelado por Harold Lloyd.

## Elenco
- Harold Lloyd - Luke
- Bebe Daniels
- Snub Pollard

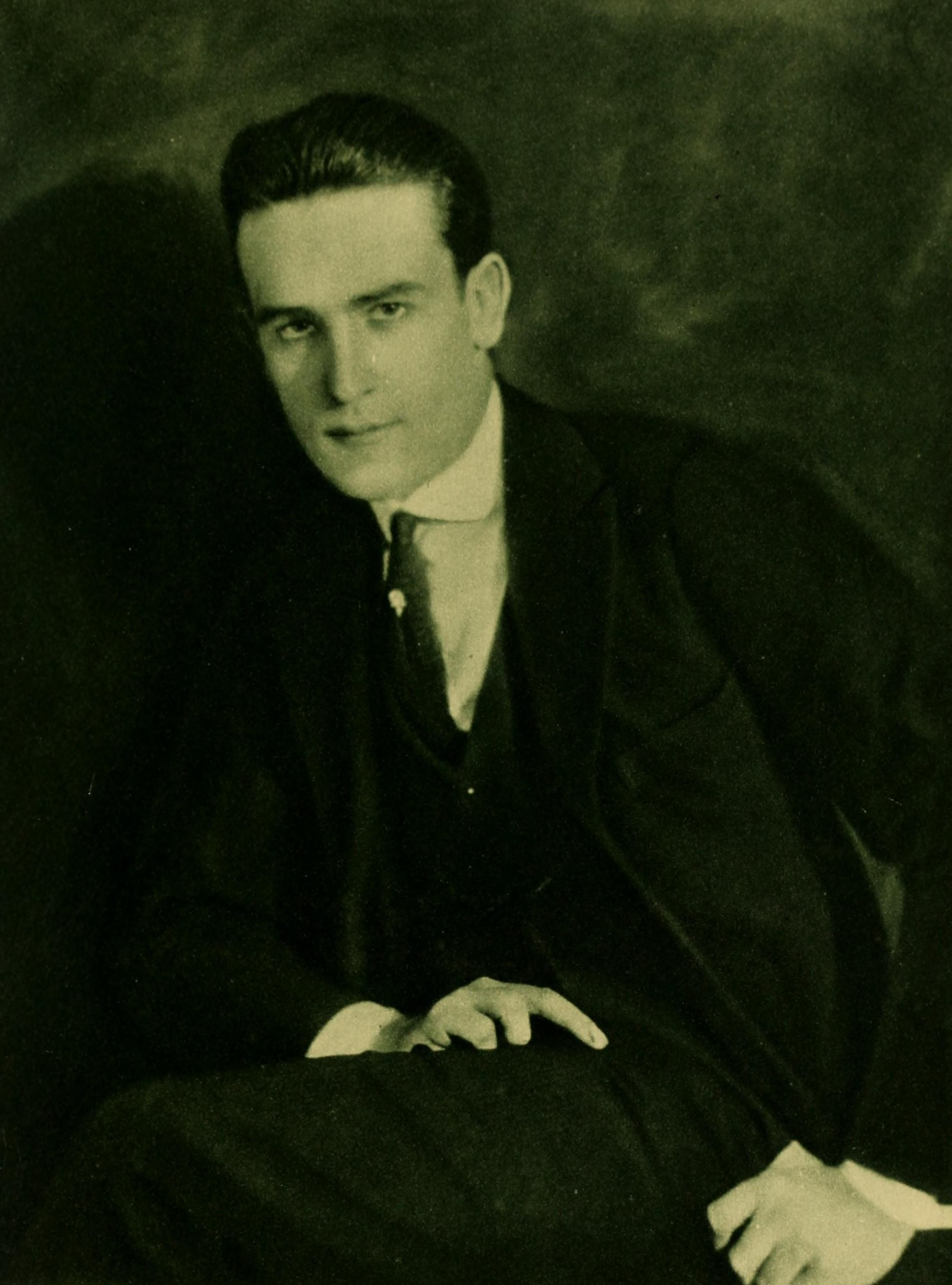
Harold Lloyd

- Charles Stevenson - (como Charles E. Stevenson)
- Billy Fay
- Fred C. Newmeyer
- Sammy Brooks
- Harry Todd
- Bud Jamison
- Margaret Joslin - (como Mrs. Harry Todd)
- Earl Mohan
- Leon Leonhardt
- Harvey L. Kinney
- Ray Thompson
- Hilda Limbeck
- Sidney Fiske
- Eva Thatcher
- H.L. O'Connor
- Estelle Short - (como Estella Short)